# Wattendorf
Wattendorf település Németországban, azon belül Bajorországban. Lakosainak száma 636 fő (2023. december 31.). Wattendorf Bad Staffelstein és Stadelhofen községekkel határos.

## Népesség
A település népessége az elmúlt években az alábbi módon változott:
| Lakosok száma | 320  | 405  | 301  | 723  | 685  | 669  | 659  | 656  | 641  | 636  |
|               | 1875 | 1950 | 1975 | 1987 | 2012 | 2014 | 2016 | 2017 | 2021 | 2023 |